# Idilio
El idilio (en griego antiguo: 'εἰδύλλιον, romanizado: eidúllion, en latín: idyllĭum, ‘poema breve’) es un subgénero literario de la poesía lírica griega del helenístico, el más característico de la bucólica, creado por el poeta siciliano Teócrito y seguido después por Mosco y Bión de Esmirna, de tema amoroso, dialogado entre pastores y desarrollado en una naturaleza agradable o paradisíaca, que su creador identifica con el paisaje de la Arcadia. Su equivalente en la literatura latina o romana posterior es la égloga. El idilio se escribe en dialecto dórico y en hexámetro dactílico, un verso asociado sin embargo con la más prestigiosa forma de la poesía griega, la épica.
Los escenarios del idilio son campestres, los protagonistas son pastores, vaqueros o cabreros, hay ganados que pastan y multitud de términos pastoriles. El tema suele ser erótico y los cánticos y la música están presentes continuamente. En bastantes de ellos se alterna el diálogo, el monólogo o el relato con canciones o competiciones de canto, elemento que hace intervenir la música y que quedará para la posteridad como uno de los signos típicos de la pastoral. Los temas de estas canciones suelen ser eróticos o míticos.
Las derivaciones bucólicas del idilio dieron lugar a las églogas de los latinos Virgilio, Calpurnio Sículo y Nemesiano, a las églogas en latín de los humanistas Francesco Petrarca, Giovanni Pontano, Mantuano y otros, a la novela pastoril de los renacentistas Jacopo Sannazaro y sus imitadores europeos, entre ellos Jorge de Montemayor, Philip Sidney, Honoré d'Urfé etcétera, y a las églogas en lengua vulgar de Garcilaso de la Vega, Pierre de Ronsard y muchos otros.